# Sign (álbum)
Sign (también escrito como SIGN) es decimocuarto álbum de estudio del dúo de música electrónica británico Autechre. Fue anunciado el 2 de septiembre de 2020 por Warp Records a través de su cuenta de Twitter, y transmitido por primera vez el 8 de octubre en el sitio web de Autechre. Poco después, estuvo disponible en forma de descarga digital para quienes habían hecho el pedido por adelantado. La portada y el diseño del empaque fueron realizados por The Designers Republic.

## Lista de canciones
| N.º   | Título        | Duración |  |
| 1.    | «M4 Lema»     | 8:49     |  |
| 2.    | «F7»          | 5:56     |  |
| 3.    | «si00»        | 5:51     |  |
| 4.    | «esc desc»    | 4:55     |  |
| 5.    | «au14»        | 5:03     |  |
| 6.    | «Metaz form8» | 6:00     |  |
| 7.    | «sch.mefd 2»  | 5:25     |  |
| 8.    | «gr4»         | 3:21     |  |
| 9.    | «th red a»    | 6:35     |  |
| 10.   | «psin AM»     | 6:20     |  |
| 11.   | «r cazt»      | 7:12     |  |
| 65:33 |               |          |  |

| Bonus track de la edición japonesa |         |          |  |
| N.º                                | Título  | Duración |  |
| 1.                                 | «n Cur» | 6:14     |  |
| 71:47                              |         |          |  |